# Suisse au Concours Eurovision de la chanson 1977
La Suisse a participé au Concours Eurovision de la chanson 1977 le 7 mai à Londres. C'est la 22e participation suisse au Concours Eurovision de la chanson.
Le pays est représenté par le Pepe Lienhard Band et la chanson Swiss Lady, sélectionnés par la SRG SSR au moyen d'une finale nationale.

## Sélection

### Concours Eurovision 1977
La Société suisse de radiodiffusion et télévision (SRG SSR), organise la sélection suisse Concours Eurovision 1977, pour sélectionner l'artiste et la chanson représentant la Suisse au Concours Eurovision de la chanson 1977.

#### Finale
La finale suisse a eu lieu le 19 janvier 1977 aux studios de la DRS à Zurich.
Neuf chansons participent à la finale suisse. Les différentes chansons sont interprétées en allemand, en français et en italien, langues officielles de la Suisse.
À cette finale nationale participent plusieurs artistes qui ont représenté la Suisse à une autre édition de l'Eurovision : Véronique Müller (1972), Véronique Müller (1972), Piera Martell (1974), Carole Vinci (1978).
| Ordre | Artiste            | Chanson                     | Langue                            | Traduction      | Points | Place |
| ----- | ------------------ | --------------------------- | --------------------------------- | --------------- | ------ | ----- |
| 1     | Sweet People       | Viens avec nous             | Français                          | –               | 34     | 3     |
| 2     | Véronique Müller   | Heyho                       | Suisse allemand, dialecte bernois | –               | 18     | 6     |
| 3     | Piera Martell      | Aldo Rinaldo                | Allemand                          | –               | 26     | 4     |
| 4     | Leonia             | Passo, vedo                 | Italien                           | Un pas, je vois | 17     | 7     |
| 5     | Pepe Lienhard Band | Swiss Lady                  | Allemand                          | Dame suisse     | 44     | 1     |
| 6     | Carole Vinci       | Dites-moi ce qu'est l'amour | Français                          | –               | 26     | 4     |
| 7     | Gérald Matthey     | Le Cœur dans les nuages     | Français                          | –               | 15     | 8     |
| 8     | Frédérique Sand    | Faites la vie               | Français                          | –               | 7      | 9     |
| 9     | Paola              | Le Livre blanc              | Français                          | –               | 41     | 2     |

Lors de cette sélection, c'est la chanson Swiss Lady, interprétée par Pepe Lienhard Band, qui fut choisie,.
Le chef d'orchestre sélectionné pour la Suisse à l'Eurovision 1977 est Peter Jacques.

## À l'Eurovision

### Points attribués par la Suisse
| 12 points | France   |
| 10 points | Israël   |
| 8 points  | Irlande  |
| 7 points  | Pays-Bas |
| 6 points  | Monaco   |
| 5 points  | Finlande |
| 4 points  | Portugal |
| 3 points  | Espagne  |
| 2 points  | Italie   |
| 1 point   | Grèce    |

### Points attribués à la Suisse
| 12 points    | 10 points                                  | 8 points   | 7 points | 6 points          |
| ------------ | ------------------------------------------ | ---------- | -------- | ----------------- |
|              | - Autriche - Finlande - Norvège            | - Belgique |          | - Grèce - Irlande |
| 5 points     | 4 points                                   | 3 points   | 2 points | 1 point           |
| - Luxembourg | - Israël - Italie - Portugal - Royaume-Uni |            |          |                   |

Pepe Lienhard Band interprète Swiss Lady en douzième position, suivant Israël et précédant la Suède.
Au terme du vote final, la Suisse termine 6e sur 18 pays, ayant reçu 71 points au total,. La Suisse attribue ses douze points à la France.